# 黃道十二宮
在西洋占星術之中，黃道十二宮是描述黃道帶上人為劃分的十二個隨中氣點移動（與實際星座位置不一致）的均等區域，以數學方式劃分為十二個30°的扇區，在占星術領域上使用這些區域充當天文學上的黃道星座。從春分点（vernal equinox）開始（黃道與赤道的交叉點之一），也稱為白羊宮的第一點。

## 简介

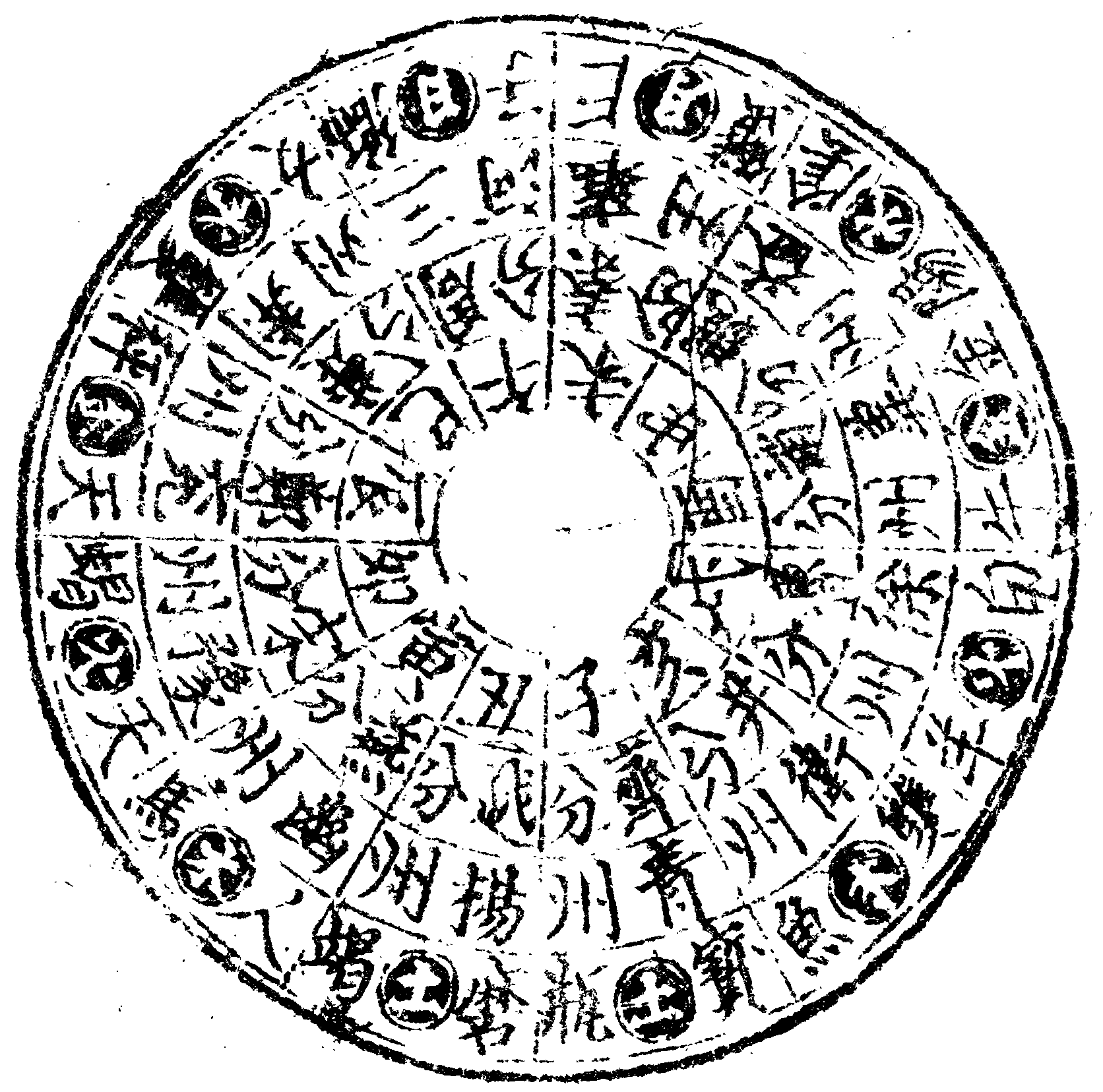
元《事林廣記》中的十二宮分野所属圖

黃道帶（或是黃道十二宮）的概念起源於巴比倫占星術，巴比伦人注意到了与太阳同时升起的星星，在黎明之前，可以观察到靠近太阳位置的星星升起，这些星星以一个似乎规则的圆周来回运动。他们将这些星星分为十二组，并给其命名。希腊人从巴比伦人那里继承了这一习惯，才有了黄首十二宫，这个词来源于希腊文zodion，意为“小动物”。
黃道十二宮的順序依次為：
1. 牡羊宮（Aries, ♈︎）；
2. 金牛宮（Taurus, ♉︎）；
3. 雙子宮（Gemini, ♊︎）；
4. 巨蟹宮（Cancer, ♋︎）；
5. 獅子宮（Leo, ♌︎）；
6. 處女宮（Virgo, ♍︎）；
7. 天秤宮（Libra, ♎︎）；
8. 天蠍宮（Scorpio, ♏︎）；
9. 射手宮（Sagittarius, ♐︎）；
10. 摩羯宮（Capricornus, ♑︎）；
11. 水瓶宮（Aquarius, ♒︎）；
12. 雙魚宮（Pisces, ♓︎）。

黃道的十二個扇區之劃分構成了占星術在考慮天體位置時的主要參考框架，從地心的角度來看，以便使我們可以發現，例如，太陽進入白羊宮23°（經度23°）、月亮進入天蠍宮7°（經度217°），或者是木星進入雙魚宮29°（經度359°）。在占星術中所採用的天體以外，其他則是取決於地理位置和時間的星象點（亦即，上升點〔Ascendant，或譯為上升星座〕、天頂〔Midheaven〕、宿命點〔Vertex〕以及宮位的宮首）也是在這個黃道坐標系內參考引用。
雖然天文學上的十三個國際天文聯會（IAU）黃道星座（包括蛇夫座）有相對于中氣春分點（或太陽）的歲差問題，現在的天文學星座与西洋占星術起源時期（新巴比伦王朝的創建，公元前626年）相比已經有約36.85°的歲差，但是西洋占星術所使用的等分星宮卻沒有歲差問題，因為白羊宫的起點就設在中氣春分點上。
現代科學家普遍認為西方占星術是偽科學，其將這些與實際星座毫無關係的十二中氣的間隔說成是星座，將十二個中氣點說成是「星座」的起始點。西洋占星術通常分为偽恒星年派和中氣春分年派两支，偽恆星年派是基於中氣春分年派的每個等分時間點再加上25.5日，與真正的恆星年或恆星時并无关系。
除此之外，蛇夫座也被黃道經過，但不属占星術所使用的黃道十二宮之列，在占星術的黃道十二宮定義只是指在黃道帶上十二個均分的區域，不同於天文學上的黃道星座。而經國際天文學聯合會在1928年規範星座邊界後，黃道中共有13個星座。

## 十二星座日期
- 白羊座：3/21~4/19
- 金牛座：4/20~5/20
- 雙子座：5/21~6/21
- 巨蟹座：6/22~7/22
- 狮子座：7/23~8/22
- 處女座：8/23~9/22
- 天秤座：9/23~10/23
- 天蠍座：10/24~11/22
- 射手座：11/23~12/21
- 摩羯座：12/22~1/19
- 水瓶座：1/20~2/18
- 雙魚座：2/19~3/20

## 四象星座
- 水象星座：雙魚座、巨蟹座、天蠍座
- 火象星座：白羊座、獅子座、射手座
- 風象星座：水瓶座、雙子座、天秤座
- 土象星座：摩羯座、金牛座、處女座

## 占星術

### 十二宮
根據占星術觀點，天空上的特殊現象涉及到人類活動是就“如其在上，如其在下（as above, so below）”的原則之下，所以十二星座被置於在意味著表現（十二種）特徵模式的狀態中，換句話說十二宮代表了十二個基本人格型態或感情特質。天象依「上行、下效」原則反映、支配著人類活動，因此在西洋占星術中，十二宮代表十二種基本特質。由象徵一年開始的春分點，也就是白羊宮起頭，以下依序為十二宮。
以下表格列出12個古典黃道星宮，其中不包含蛇夫座，這個直到1930年才由國際天文聯會官方確認的黃道星座。它夫座的IAU星座邊界為11月29日-12月17日。
| 星座名称 | 符號 | 中气点等分時間 （春分年，2011～2012）            | 中气点+25.5日 （偽恒星年） | 太阳所在星 座实际时间 | 四分類法 | 三分類法 | 二分類法 | 神秘守護星 （密宗占星術） |
| -------- | ---- | ------------------------------------------------ | -------------------------- | --------------------- | -------- | -------- | -------- | ------------------------- |
| 白羊宮   | ♈   | 約03月21日 07:21～ 04月20日 18:17 （春分～穀雨） | 04月15日-05月15日          | 04月18日-05月14日     | 火象星座 | 本位星座 | 陽性星座 | 水星                      |
| 金牛宮   | ♉   | 約04月20日 18:17～ 05月21日 17:21 （穀雨～小滿） | 05月16日-06月15日          | 05月14日-06月21日     | 土象星座 | 固定星座 | 陰性星座 | 火神星                    |
| 雙子宮   | ♊   | 約05月21日 17:21～ 06月22日 01:16 （小滿～夏至） | 06月16日-07月15日          | 06月21日-07月20日     | 風象星座 | 變動星座 | 陽性星座 | 金星                      |
| 巨蟹宮   | ♋   | 約06月22日 01:16～ 07月23日 12:12 （夏至～大暑） | 07月16日-08月15日          | 07月20日-08月10日     | 水象星座 | 本位星座 | 陰性星座 | 海王星                    |
| 獅子宮   | ♌   | 約07月23日 12:12～ 08月23日 19:21 （大暑～處暑） | 08月16日-09月15日          | 08月10日-09月16日     | 火象星座 | 固定星座 | 陽性星座 | 太陽                      |
| 室女宮   | ♍   | 約08月23日 19:21～ 09月23日 17:05 （處暑～秋分） | 09月16日-10月15日          | 09月16日-10月31日     | 土象星座 | 變動星座 | 陰性星座 | 月亮                      |
| 天秤宮   | ♎   | 約09月23日 17:05～ 10月23日 02:30 （秋分～霜降） | 10月16日-11月15日          | 10月31日-11月21日     | 風象星座 | 本位星座 | 陽性星座 | 天王星                    |
| 天蠍宮   | ♏   | 約10月23日 02:30～ 11月23日 00:08 （霜降～小雪） | 11月16日-12月15日          | 11月21日-11月29日     | 水象星座 | 固定星座 | 陰性星座 | 火星                      |
| 人馬宮   | ♐   | 約11月23日 00:08～ 12月22日 13:30 （小雪～冬至） | 12月16日-01月14日          | 12月17日-01月20日     | 火象星座 | 變動星座 | 陽性星座 | 地球                      |
| 魔羯宮   | ♑   | 約12月22日 13:30～ 01月21日 00:10 （冬至～大寒） | 01月15日-02月14日          | 01月20日-02月16日     | 土象星座 | 本位星座 | 陰性星座 | 土星                      |
| 寶瓶宮   | ♒   | 約01月21日 00:10～ 02月19日 14:18 （大寒～雨水） | 02月15日-03月14日          | 02月16日-03月11日     | 風象星座 | 固定星座 | 陽性星座 | 木星                      |
| 雙魚宮   | ♓   | 約02月19日 14:18～ 03月20日 13:14 （雨水～春分） | 03月15日-04月14日          | 03月11日-04月18日     | 水象星座 | 變動星座 | 陰性星座 | 冥王星                    |

### 引用
1. ↑  沃森, 彼得. . 译林出版社. 2018: P246. ISBN 9787544770637.
2. ↑  Richard Dawkins. . London: The Independent, December 1995. 1995-12-31  [2015-09-05]. （原始内容存档于2012-06-18）.. See also . Astronomical Society of the Pacific.   [2015-09-05]. （原始内容存档于2011-12-30）.
3. ↑  Jeff Mayo, Teach Yourself Astrology, Hodder and Stoughton, London, 1979, p 35.
4. ↑  Mayo (1979), p. 35.
5. ↑  . 天文情報センター 暦計算室. 国立天文台.   [2013-01-12]. （原始内容存档于2021-04-08）.
6. ↑  . 天文情報センター 暦計算室. 国立天文台.   [2013-01-12]. （原始内容存档于2021-04-08）.